# ファゼンダ
ファゼンダ（ポルトガル語: Fazenda）とは、とくにブラジルで1840年から1896年の間に広まったコーヒー豆の大農園とその周辺私有地、またその大土地所有制度をさす。ファゼンダを所有する大地主のことを「ファゼンデイロ」(Fazendeiro)とよぶ。
ファゼンダはポルトガル語で「農場」の意であり、ファゼンダはブラジルの主な輸出製品であるコーヒーの生産のために存在したが、ブラジルにおける奴隷制の助長を促したものでもあった。

## ファゼンダで作られる物
植民当初ブラジルでは染料に用いられる「ブラジルボク」やサトウキビが輸出用に栽培されていたが、西インド諸島やオランダ領東インドなど他の列強植民地との競合の結果、天然ゴムへと転換、さらに天然ゴムもイギリス領マラヤと競合するようになり、19世紀の中頃、新しいプランテーション作物であるエチオピア原産のコーヒー豆が持ち込まれて経済変革を経験した。コーヒー豆の農業はブラジル南部での産業の新しい基盤として展開した。リオ・デ・ジャネイロやサンパウロ近郊のファゼンダと呼ばれるコーヒー大農園（estate）にコーヒー豆が与えられ、新しく開発された内陸部の農園にも広がり始めた。
1840年代にはコーヒー豆はブラジルの輸出の40%以上になり、1880年代には60%にまで達した。現在でもブラジルはコーヒー豆生産量世界一である。

## ファゼンダの負の要素
コーヒー豆の拡張と共に、国の主要な労働としてブラジルでの奴隷制が強化されていった。奴隷貿易によって連れてこられた140万人以上のアフリカ人がブラジルでの労役を強いられた。
奴隷貿易そのものは大西洋奴隷貿易の後に終了したが、奴隷制は1888年まで続いた。
奴隷貿易が収束し始めると、ファゼンダではコロノと呼ばれる契約労働者を移民としてスペインやイタリアなどのヨーロッパ諸国から受け入れるようになる。のちに日本などアジア各国からの移民も増えていく。
ファゼンデイロはコロノに対し住居を提供し、契約期間を設けて農業労働者もしくは小作地の経営者として、作物の植え付けから栽培管理、収穫までの一切の農作業を負わされる。ファゼンデイロはコロノに対し収穫に応じた給料を歩合制で支払う。このような上下関係ではコロノの地位が圧倒的に低く、劣悪な労働環境下で労働に従事させられるものも多くあった。
また、大規模なファゼンダでは、私有地内に農業労働者の住宅、学校、病院、教会なども併設された。一部のファゼンダでは、私有地内でのファゼンデイロの権力が強大で、警察権や司法権までをも有していたことから、人権問題などの社会問題を誘発することもあった。

## ファゼンダの正の要素
ブラジルではコーヒー豆の輸出の増加で得た利益により、1850年からは重要な成長と繁栄が見られた。
ペドロ2世はブラジルの繁栄と平穏は奴隷労働者を基盤としているとして、奴隷制度の廃止を促した。
鉄道、蒸気船、電信などがブラジルに加わると、ファゼンダのコーヒー豆によって得られた資金が使われた。ファゼンダを起源とした資金により、リオ・デ・ジャネイロやサンパウロのような都市の成長の中で、商人、法律家、中産階級者などの都市で働く人々も成長した。
一方コロノ達は産業化の課程においても、安価な労働力として工場での労働に従事し、ブラジル工業化の一翼を担った。